# Жак-Анрі Лартіг
Жак Анрі́ Шарль Огю́ст Ларті́г (фр. Jacques Henri Lartigue) (13 червня 1894, Курбевуа, поблизу Парижа — 12 вересня 1986, Ніцца) — французький художник і фотограф, особливо відомий своїми юнацькими фотографіями.

## Біографія
Жак-Анрі Лартіг народився в заможній сім'ї і отримав свою першу фотокамеру в 7 років. В молоді роки знімав близьке йому життя середнього класу, далеко відійшовши від статичних формальних портретів, характерних для фотографій початку XX століття. Дитинство Лартіга, що включає його фотознімки, записи і малюнки, а також його фотографії часів Першої світової війни, чудово передають атмосферу тієї епохи. Згодом відійшов від фотографії, професійно займався живописом. Нагороджений орденом Почесного Легіону. Збірка його робіт «Щоденник століття» був виданий у 1970. Подальші видання робіт Лартіга — книги «Жінки з сигаретами» («Les femmes aux cigarettes», 1980) і «Автохроми Ж. А. Лартіг, 1912–1927» («Les autochromes de J.-H. Lartigue, 1912–1927», 1980).

### Фотографія
У 1901 році у відповідь на його найпотаємніше бажання Жаку дарують перший у його житті фотоапарат (камера Карпантье з пластинами 13х18). Пристрасть Жака розцвітає, тим більше, що батько йому дарує все досконаліші апарати, більш легкі та зручні: «Блок-Нот Гомін» з пластинами 4,5 х6 і витримкою 1 / 300 (1906) або стереоскоп «Спідо Гомін» з пластинами 6х13 (1912).
|  | Я глядач, я в це граю, раптом в моїй голові з'явилася і затанцювала думка, чарівний винахід, завдяки якому я більше ніколи не буду нудьгувати чи сумувати |

 — так згадував свої враження Лартіг.
Лартіг — дитя свого століття, на початку якого тільки-но винайшли фонограф, телефон, бездротовий телеграф, кінематограф. Вся сім'я часто обговорювала ці винаходи і з захопленням слідкувала за появою перших автомобілів (у 1906 році у Лартіга з'являється автомобіль з шофером). Але Жака ще більше захоплює інша авантюра: завоювання неба аеропланами, особливо після того, як вони з братом Зісу власними очима бачили політ Габріеля Вуазена в Мерлімоні 3 квітня 1904 року. Він пролетів відстань в цілих 25 метрів. Вперше у Франції машина важче повітря з людиною на борту злетіла на очах у публіки. З 1907 по 1912 рік Зісу і Жак часто ходять на військове тренувальне поле в Іссі-ле-Муліно. Там день за днем налагоджують і вдосконалюють нові аероплани. Брати відвідують також Бюк, Етамп, Віллакубле і навіть Монако, слідуючи за своїми улюбленими героями-льотчиками, серед яких Вілбар Райт, Альберто Сантос Дюмон, Роллан Гаррос, Луї Блеріо та інші. Вони записують рекорди (показники швидкості, відстані, висоти). У них підписка на «Ля ві про Гранд Ер» (Життя на свіжому повітрі) і «Ексцельсіор», де описуються ті авантюри, в яких вони по-своєму брали участь, і ті популярні повітряні заходи, на яких вони мріяли побувати. У Жака від природи дуже вірний смак. Довіряючи своєму оку, він уміє вибирати об'єкти, кадр, кут зйомки і з дивовижною легкістю працює з фотокамерою. Лежачи на животі в своїй кімнаті, він фотографує маленькі гоночні машинки, спостерігає з рівня землі за макетами, які майструє брат за подобою великих машин. Для нього не тільки літаки відриваються від землі. Все, що відноситься до руху, його заворожує. В одинадцять років він знімає свою кузину Бішонад в польоті, схоплює свого кота Зізі і собачку Тюпі в момент стрибка, ним же спровокованого. Він натискає на спуск у момент найвищої точки, повністю зберігаючи контроль над бажаним ефектом. Ще до 1900 року фотографічні апарати дозволяли фіксувати об'єкт у русі. Але моментальна фотозйомка в той час була рідкісною зухвалістю. Крім того, повільність, з якою доводилось використовувати апарати того часу, вимагає від фотографа рідкісної спостережливості і концентрації, а також здатності передбачати зображення. Жаку Лартігу це майже фізичне мистецтво відмінно вдавалось. Він проживає свої мрії за допомогою людей або предметів, і в цьому, можливо, сила його знімків.

### Щоденник
З 1911 року Жак веде щоденник. Спочатку він малює природу (сонце, дощ, хмари), потім швидко описує свої заняття за день. З 1912 року Жак Лартіг використовує апарат Неттель зі стереопластінамі 6х13. Він жадібно досліджує можливості стереоскопічної зйомки. Опановуючи простір через рельєф, він досліджує нову можливість: апарат Неттель з двома об'єктивами має технічну можливість складання одного з об'єктивів. Виходять знімки, схожі на панорамні, які зазвичай мало використовувалися. У 1922 році в Комбграс проходить перший зліт планеристів. Для Лартіга цей винахід — новий початок. Перед фотографом випробування «літаків без мотора» відкривають нові можливості. Ці літаки — господарі всього простору. Мова вже не йде про передачу швидкостей, а про диво — плисти по повітрю беззвучно і якомога довше. У щоденнику, на вільному місці аркуша Ларгтіг робить малюнки того, що він тільки-но сфотографував, боячись ніколи не побачити ці знімки (прояв і друк в той час були ненадійними). Ці начерки на швидку руку свідчать про досконалість його пам'яті: кількома штрихами він зображує нахилений силует літака над натовпом або жест члена команди, який вказує на виліт біплана. Пізніше Лартіг використовує свої блокноти для того щоб скласти за ними швидкі нотатки — скелет спогадів — докладніший щоденник. Він не тільки розповідає про факти, які для нього важливі, але збирає свої фотографії у великі альбоми, доповнені рукописними нотатками. Він розповідає собі своє власне життя. Наприклад, у щоденнику 1911 року на одному нарисі зображений літак високо в небі і на передньому плані марширують солдати. Відповідна фотографія поміщена в альбом 1914 року і підписана «1914 рік. Війна …?».
Жак дуже засмучувався, коли йому не вдається що-небудь сфотографувати.
|  | Сьогодні вранці один винахідник, пан Решельт, кравець, кинувся з платформи першого поверху Ейфелевої вежі з парашутом власного винаходу. Він відразу став падати і вбився. Мене там не було. Як шкода, що я не зробив фотографій. (Париж, 1912) |

Або ще:
|  | Сьогодні для мене, безумовно, чудовий день: авіатор впав досить близько від мене, щоб я встиг його сфотографувати. Учень Блеріо теж упав, але менш вдало, занадто далеко, і його не викинуло з кабіни. (Париж, 1911) |

Коли Лартіг знаходить фотографію, яку йому самому хотілося б зняти, він її запам'ятовує, купує і наклеює в свій альбом із завзяттям колекціонера.
|  | Зісу робить з Папою повітряних зміїв. Я дивлюся, як вони піднімаються назустріч хмарам, і в мене паморочиться голова від повітря, яке їх штовхає вгору. До того ж у мене виникає дивне відчуття, коли я думаю про малюсінького гумового пупсика, якого я потайки прикріпив до великого змія. Запаморочливе диво: я дуже добре собі уявляю, що відбувалося б у моїй голові, якби на місці крихітного чоловічка там нагорі виявився я!(Руза, 1906) |

### Визнання
Фотографією Лартіг захоплювався з восьми років до двадцяти одного року. По Європі прокотилися обидві світові війни — він цього, схоже, не помітив. Зрозуміло, він ніколи і не був на фронті — за станом здоров'я. Серйозно він нічому не вчився: ходив трохи на заняття в Академію Жюліана, звідки вийшла добра половина французьких авангардистів, і вирішив, що стане вільним художником. Він навіть намагався працювати — як декоратор казино і художник у фільмах Абеля Ганса. Звідси й дружба з художниками і акторами, знятими запросто, як члени родини, а не як знаменитості. Серед його знайомих у світі мистецтва були Саша Гітрі, Івонн Прінтемпс, Кеес ван Донген, Пабло Пікассо і Жан Кокто. Захоплений кінематографом, він фотографує на знімальних майданчиках фільмів Жака Фейдера, Роббера Брессона, Франсуа Трюффо і Федеріко Фелліні. Але все ж справжнім його покликанням була не фотографія, а живопис. З 1922 року він виставлявся в салонах Парижа і півдня Франції. Хоча Лартіг періодично продавав свої знімки друкованим виданням і виставлявся в Galerie d'Orsay поряд з Брассаї, Меном Реєм і Дуано, визнання як фотограф він отримав лише у віці шістдесяти дев'яти років, коли в Музеї сучасного мистецтва в Нью-Йорку пройшла його ретроспективна виставка, а його портфоліо було опубліковано в журналі Life. Він додав ім'я батька до свого, і тепер його повне ім'я звучало як Жак-Анрі Лартіг. У 1970 році вийшов «Щоденник століття» — барвистий опис життя і творчості Лартіга. Світова слава прийшла до нього через три роки після того, як була опублікована його перша книга «The Family Album» («Сімейний альбом»). У 1975 році в Музеї декоративних мистецтв у Парижі була представлена його перша французька ретроспективна виставка. Залишок життя Лартіг займався тим, що працював на замовлення для журналів мод і дизайнерських видань. Помер Лартіг в Ніцці 12 вересня 1986 року.

## Творчість
Жак-Анрі Лартіг — талановитий аматор, спритний хлопчисько з камерою, який увійшов в історію завдяки живим і безпосереднім фотознімкам, що відобразили початок XX століття. Ясне, стійке бачення дитинства — одна з якостей, яку полум'яно бажають мати зрілі художники. Лартіг, як фотограф, наділений таким баченням, почав знімати ще дитиною. Судячи з перших фотографій, його технічна майстерність була не по роках досконалою і зрілою, і він, на щастя, не користувався нею для того, щоб наслідувати старших за віком, а прагнув відобразити безневинне, чудове бачення дитинства. В результаті світ був винагороджений унікальним підбором образів, неперевершеним за своєю достовірністю і свіжістю. Він описував своє дитинство як «казковий час», особливо захоплюючий завдяки появі автомобілів і літаків. І ті, й інші часто відображені на фотографіях Лартіга як частина веселого і комфортабельного життя його родини і друзів. Улюбленим сюжетом фотографа були види паризьких бульварів, особливо з «гарненькими жінками, ексцентричними, елегантними, в екіпажах, запряжених кіньми, або в прекрасних сяючих автомобілях». Фотографією він захоплювався з восьми років до двадцяти одного року, після чого вирішив зайнятися станковим живописом. Гострота його проникливості і досконалість бачення людей, предметів, місць, здавалося, вичерпалися, коли він почав свої естетичні пошуки на полотні. Лартіг-фотограф не мав жодних художницьких амбіцій. У фотографії, як і в житті, він був абсолютно природний — в цьому і є чарівність істинного аристократизму. Слава прийшла до нього несподівано: у 1962 році в Нью-Йорку він показав свої знімки куратору фотографії з Музею сучасного мистецтва Джону Шарковські — наступного року в МОМА пройшла величезна ретроспектива Лартіга, а журнал Life надрукував велику добірку робіт недавно відкритого генія. Йому було 69. Шарковський включив його фотокартки 1911 року у свою знамениту антологію 100 найкращих знімків всіх часів і народів.

## Виставки
| Рік  | Оригінальна назва | Переклад українською                                                 |
| ---- | --- | -------------------------------------------------------------------- |
| 2007 | Jacques Henri Lartigue, Foam Fotografie Museum, Amsterdam                                                               | Жак-Анрі Лартіг                                                      |
| 2006 | Busy going crazy, the Sylvio Perlstein collection, La Maison Rouge, Paris                                               | Зайняті божеволіють                                                  |
| 2006 | In den Alpen, Kunsthaus Zrich, Zurich                                                                                   | В Альпах                                                             |
| 2006 | Die Gesichter hinter den Bilden, The Columns, Gangnam-gu                                                                | Особи за фотографіями                                                |
| 2006 | Lartigue — Le bonheur objectif, Collections de Saint-Cyprien, Saint Cyprien                                             | Лартіг — мета щастя                                                  |
| 2005 | De la comtesse De Castiglione Cindy Sherman, Galerie de France, Paris                                                   | Графиня де Кастільйоне Сінді Шерман                                  |
| 2005 | Jacques-Henri Lartigue — A Boy, A Camera, An Era, Chazen Museum of Art, Madison, WI                                     | Жак-Анрі Лартіг — Хлопчик. Камера. Ера                               |
| 2005 | From the Source, Fashion Photographs, Corkin Shopland Gallery, Toronto, ON                                              | З джерел, фотографії моди                                            |
| 2005 | Paris — Photographs from a Time That Was, The Art Institute of Chicago, Chicago, IL                                     | Фотографії з часу, що минув                                          |
| 2005 | Begierde im Blick — Surrealistische Photographie, Hamburger Kunsthalle, Hamburg                                         | Бажання — сюрреалістичні фотографії                                  |
| 2004 | Mediterranean: Between Reality and Utopia, The Photographers' Gallery, London (England)                                 | Середземномор'я: між реальністю і утопією                            |
| 2004 | Jacques Henri Lartigue, Photographs 1901–1986, Hayward Gallery, London (England)                                        | Жак-Анрі Лартіг, фотографії 1901–1986                                |
| 2004 | City of Light — Paris and photography 1850s-1930s, NGV — National Gallery of Victoria, Melbourne, VIC                   | Місто світла — Париж і фотографія 1850–1930х                         |
| 2004 | Jacques-Henri Lartigue — A Boy, A Camera, An Era, Samuel P. Harn Museum of Art, Gainesville, FL                         | Жак-Анрі Лартіг — Хлопчик. Камера. Ера                               |
| 2004 | J'aime la France — Franse fotografie 1855–1985, Gemeentemuseum Helmond — Boscotondohal, Helmond                         | Люблю Францію — французькі фотографії 1855–1985                      |
| 2003 | Jump! — Photographers get off the ground, National Gallery of Australia, Canberra, ACT                                  | Jump! — Фотографи відірваються від землі                             |
| 2003 | Histories of Photography, The Frances Lehman Loeb Art Center, Poughkeepsie, NY                                          | Історії фотографії                                                   |
| 2003 | Looking at Photographs — 125 photographs from the Museum of Modern Art, New York                                        | Дивлячись на фотографії — 125 фотографій з Музею сучасного мистецтва |
| 2003 | The State Hermitage Museum, St. Petersburg                                                                              | Виставка в ермітажі                                                  |
| 2003 | Jacques Henri Lartigue, Centre Pompidou — Musée National d´Art Moderne, Paris                                           | Жак-Анрі Лартіг                                                      |
| 2003 | La fotografia tra storia e poesia — La collezione fotografica Fnac, Palazzo Ducale, Genoa                               | Фотографія історії та поезії                                         |
| 2002 | Colección Nacional de Fotografia, Centro Portugus de Fotografia, Fundaci Foto Colectiania, Barcelona                    | Національна колекція фотографії                                      |
| 2002 | A Thousand Hounds — A Walk with the Dogs through the History of Photography, Norton Museum of Art, West Palm Beach, FL  | Тисяча гончих — прогулянка з собаками через історію фотографії       |
| 1999 | Jacques-Henri Lartigue — The Photographic Century, Gallery of Photography, Dublin                                       | Жак-Анрі Лартіг — Фотографічне століття                              |
| 1999 | Augenblick und Endlichkeit, Museum Ludwig, Cologne                                                                      | Момент і кінцівка                                                    |
| 1999 | Private Collection, Bildmuseet, Ume                                                                                     | Приватна колекція                                                    |
| 1998 | A Collector's View — Photographs from the Sondra Gilman Collection, Haggerty Museum of Art, Milwaukee, WI               | Перегляд фотографій з колекції Сондра Гілман                         |
| 1998 | Jacques-Henri Lartigue, Bildmuseet, Ume                                                                                 | Жак-Анрі Лартіг                                                      |
| 1998 | Jacques-Henri Lartigue — La C te d'Azur de Jacques-Henri Lartigue, FFI — Fotografie Forum international, Frankfurt/Main | Жак Анрі Лартіг                                                      |

## Цікаві факти
- Парадокс: Лартіг, який зняв у десять років один з перших авіапольотів, прийняв своє повітряне хрещення тільки в двадцятидворічному віці.
- Крім чорно-білих, Жак-Анрі Лартіг робив і перші кольорові знімки, що зараз визнані одними з найкращих «автохромних» фотографій свого часу[9].
- Про Лартіга знято кілька документальних фільмів[10].